# Legacy Fighting Alliance
Legacy Fighting Alliance es una organización de artes marciales mixtas estadounidense con sede en Houston, Texas. Se creó tras la fusión de Legacy Fighting Championship y Resurrection Fighting Alliance en 2016.

## Historia
El 11 de octubre de 2012, los directivos de la promoción de MMA Titan Fighting Championships (Titan FC), con sede en Pompano Beach, Florida, fueron adquiridos por la Resurrection Fighting Alliance (RFA), junto con ciertos contratos de luchadores, así como el acuerdo televisivo de la organización con lo que ahora es AXS TV. El objetivo era combinar el talento de ambas organizaciones bajo un mismo paraguas, la RFA. El propietario y presidente de Titan FC, Joe Kelly, fue contratado como vicepresidente de la empresa recién fusionada; y el experimentado gerente de MMA y propietario del gimnasio Black House, Ed Soares, actuó como presidente. El fundador original de Titan, Joe Kelly, recompró la organización (Titan FC) en 2013 y produjo dos programas más por su cuenta: Titan FC 25: Lashley vs. Asplund en junio y Titan FC 26: Hallman vs. Hornbuckle en agosto, ambos transmitidos en vivo por AXS TV.
El 22 de julio de 2011, Legacy FC emitió su primer programa en HDNet con Legacy Fighting Championship 7: Dollar vs. Prater. La organización acordó una segunda extensión para continuar hasta 2016 con la nueva marca AXS TV.
En septiembre de 2016 se anunció que Legacy FC y RFA se fusionarían para crear una nueva promoción, «Legacy Fighting Alliance». LFA tuvo su primer evento el 13 de enero de 2017, con la unificación de los títulos de peso gallo de Legacy FC y RFA como pelea principal.